# Berto Romero
Berto Romero (Manresa, 17 novembre 1974) è un umorista spagnolo.

## Biografia
È membro della compagnia teatrale "El Cansancio", conduttore di Ràdio Flaixbac e collaboratore del programma televisivo di Andreu Buenafuente di #0 di Movistar.